# Montauriòl (Aude)
Montauriòl (en francès Montauriol) és un municipi de França de la regió d'Occitània, al departament de l'Aude.